# Waldhägenich
Koordinaten: 48° 41′ 38″ N, 8° 5′ 34″ O

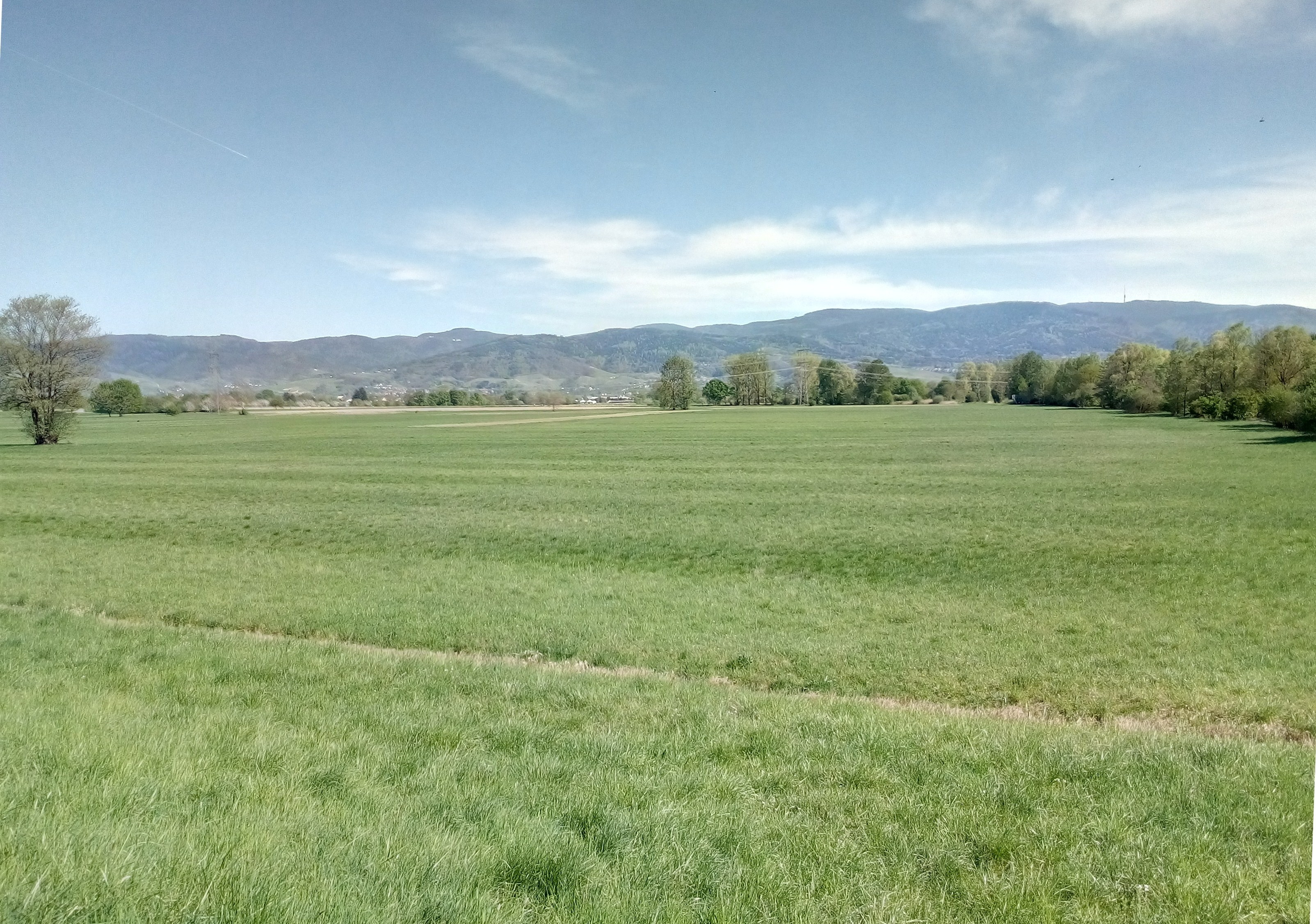
Wiesen im Norden des Waldhägenich, am Horizont rechts die Hornisgrinde

Das Natur- und Landschaftsschutzgebiet Waldhägenich liegt auf dem Gebiet der Stadt Bühl und auf dem Gebiet der Gemeinden Bühlertal und Ottersweier im Landkreis Rastatt in Baden-Württemberg.
Das Gebiet erstreckt sich unweit westlich von Oberweier, einem Stadtteil von Bühl. Westlich fließt der Laufbach und verläuft die A 5, östlich verläuft die B 3.

## Bedeutung
Für Bühl, Bühlertal und Ottersweier ist seit dem 6. Dezember 1989 ein 266,6 ha großes Gebiet, das aus drei Teilgebieten besteht, unter der Kenn-Nummer 2.123 als Naturschutzgebiet ausgewiesen. Es handelt sich um eine durch Grünland geprägte Kulturlandschaft, die Brut-, Nahrungs- und Rastbiotop für die in den Wiesenlandschaften heimische, bedrohte Tierwelt ist. Sie hat eine klimaregulierende Funktion und dient dem Grundwasserschutz.